# Bajzáth György András
Pészaki báró Bajzáth György András (Tata, 1791. november 28. (keresztelés) – Pest, 1869. április 3.), királyi tanácsos, országgyűlési követ, zeneszerző, érmegyűjtő, író, mecénás, díszletfestő, Ugocsa vármegye alispánja.

## Élete
Bajzáth János (1734-1811) és Sólonyi Róza fia volt. Középiskoláit 1803-ban Győrött kezdte s 1804–1806-ban Veszprémben folytatta; a bölcseleti tanfolyamot a győri líceumban 1808-ban végezte. A jogot 1811-ben Pesten hallgatta, s az 1812-iki országgyűlésen mint a távol maradt Zichy Miklós gróf küldöttje volt jelen; ugyanazon év szeptember havában Fejér megye tiszteletbeli aljegyzője lett. 1812. november 25-én Pakson kötött házasságot Bernrieder Mária Terézia Franciskával (1794-1873). 1818 és 1822 között a székesfehérvári színitársulat dekoráció-igazgatója, vagyis díszlettervezője és festője volt, székesfehérvári házában szállásolta el a színészeket. 1819 és 1820 nyarán szabadtéri játékokat szervezett mohai birtokán. 1826-ig mint aljegyző, 1828-ig mint főszolgabíró, 1832-ig mint főjegyző, 1836-ig mint másodalispán (1837-ben királyi tanácsos lett) és mint Székesfehérvár városának királyi biztosa működött a megyében, mely őt az 1830. évi országgyűlésre követéül választotta. 1856. február 16-án a Gergely-rend közép keresztjét és 1859. június 15-én osztrák báróságot nyert. Földbirtokos volt Iszkaszentgyörgyön, Fejér megyében és mint éremgyűjtő lett ismeretes.

## Munkái
- Onomasis spect. dno Joanni Bapt. Bajzáth de Pészak… genitori dilectissimo sacra. Veszprém, 1804
- Carmen ill. ac. rev. dno Davidi Zsolnai, electo episcopo Dulmensi… Veszprém, 1805
- Belső erő a religio: a nevelés alapja. Pest. 1842 (-z-ö- jegy alatt)
- Mariae sine labe conceptio edicta. Pest, 1855
- Salutatio inter epulas lata ill. ac. rev. dno Emerico Farkas episcopo Alba-Regalensi… Pest, 1855 (költemény)
- Columna honori et saluti perennibus ill. ac rev. dni Emerici Farkas episcopi… Pest, 1856 (költemény)
- Ünnepélyes felköszöntés mélt. és ft. Farkas Imre püspök úr… nevenapján. Pest, 1856
- Honoribus ill. ac rev. dni Em. Farkas… Székesfehérvár, 1857 (költemény)
- Veronica. Drama in tribus actibus, ex germanico. Pest, 1858
- Applicatio psalmorum. Davidis in distinctas devotiones. Pest, 1858
- Sertum sacrorum solennium festorum beatissimae V. Mariae almae matris Dei. Pest, 1865
- Hymni et sertum festorum B. Mariae V. Dei matris almae. Pest, 1865
- Quintus Fabius M. verricosus ovicula cunctator. Discussit et recensuit. Pest, 1866

Néhány egyházi éneket is szerzett zenére latin szöveggel.